# Louisa Weber
Louisa Weber (* um 1987 in Kiel) ist eine deutsche Drehbuchautorin. Sie schreibt häufig auch unter dem Namen Marie-Louisa Weber.

## Leben und Karriere
Louisa Weber wurde in Kiel geboren und wuchs in Marburg auf. Nach dem Abitur im Jahr 2006 sammelte sie erste Filmerfahrungen in Neuseeland. Anschließend studierte sie Drehbuch an der Filmakademie Baden-Württemberg in Ludwigsburg.
Weber ist Autorin bei mehreren Serienformaten. Sie lebt in Berlin-Alt-Treptow.

## Werk
Serien
- Verbotene Liebe (2014) – Treatment, 19 Folgen
- In aller Freundschaft – Die Krankenschwestern (2018) – Drehbuch, sechs Folgen (als Marie-Louisa Weber)
- In aller Freundschaft – Die jungen Ärzte (2019) – Drehbuch (als Marie-Louisa Weber)
- In aller Freundschaft (2022) – Drehbuch (als Marie-Louisa Weber)
- Notruf Hafenkante (2024) – Drehbuch (als Marie-Louisa Weber)

Kurzfilm
- Getrieben (2012) – Drehbuch